# Isopterygium nanoglobum
Isopterygium nanoglobum är en bladmossart som beskrevs av Jean Édouard Gabriel Narcisse Paris 1897. Isopterygium nanoglobum ingår i släktet Isopterygium och familjen Hypnaceae. Inga underarter finns listade i Catalogue of Life.